# 룰루 (1990년 영화)
룰루(Las Edades De Lulu, The Ages Of Lulu)는 스페인에서 제작된 비가스 루나 감독의 1990년 드라마 영화이다. 프란체스카 네리 등이 주연으로 출연하였고 안드레스 빈센테 고메스 등이 제작에 참여하였다.

## 출연

### 주연
- 프란체스카 네리

### 조연
- 오스카 라두아
- 마리아 바랑코
- 페르난도 길리언 쿠에르보

## 제작진
- 원작자: 엘머드나 그랜데스
- 배역: 콘솔 튜라